# Il venditore di morte
Il venditore di morte è un film del 1971, diretto da Lorenzo Gicca Palli.

## Trama
Chester Conway, un poco di buono accusato di omicidio, viene condannato all'impiccagione. La proprietaria del saloon, convinta dell'innocenza di Chester, si rivolge all'avvocato Plummer perché raccolga prove atte contro l'imputato.